# Калінін (Казахстан)
Калі́нін (каз. Калинин) — село у складі Аулієкольського району Костанайської області Казахстану. Входить до складу Новоніжинського сільського округу.
Населення — 156 осіб (2021; 287 у 2009, 355 у 1999, 410 у 1989).